# Wygoda (Wichernik)
Wygoda – część wsi Wichernik w Polsce, położona w województwie łódzkim, w powiecie wieluńskim, w gminie Skomlin. Wchodzi w skład sołectwa Wichernik.
W latach 1975–1998 Wygoda administracyjnie należała do województwa sieradzkiego.